# Silene praelonga
Silene praelonga är en nejlikväxtart som beskrevs av Ovczinn. Silene praelonga ingår i släktet glimmar, och familjen nejlikväxter. Inga underarter finns listade i Catalogue of Life.